# Polygala caucasica
Polygala caucasica är en jungfrulinsväxtart som beskrevs av Franz Josef Ivanovich Ruprecht. Polygala caucasica ingår i släktet jungfrulinssläktet, och familjen jungfrulinsväxter. Inga underarter finns listade i Catalogue of Life.